# China Open 2018
China Open 2018 byl společný tenisový turnaj mužského okruhu ATP World Tour a ženského okruhu WTA Tour, hraný v Národním tenisovém centru na otevřených dvorcích s tvrdým povrchem DecoTurf. Probíhal mezi 1. až 7. říjnem 2018 v čínské metropoli Pekingu jako dvacátý ročník mužského a dvacátý druhý ročník ženského turnaje.
Mužská polovina se řadila do čtvrté nejvyšší kategorie okruhu ATP World Tour 500 a její dotace činí 4 658 510 dolarů. Ženská část měla rozpočet 8 285 274 dolarů, a po Grand Slamu a Turnaji mistryń, byla součástí třetí nejvyšší úrovně okruhu WTA Premier Mandatory.
Nejvýše nasazenými hráči v singlových soutěžích se stali argentinská světová čtyřka Juan Martín del Potro a první hráčka žebříčku Simona Halepová z Rumunska. Posledním přímým účastníkem v mužské dvouhře byl tuniský 59. hráč žebříčku Malek Džazírí a v ženské části pak 50. žena klasifikace Aleksandra Krunićová ze Srbska.
Druhý singlový titul na okruhu ATP Tour vybojoval 26letý Gruzínec Nikoloz Basilašvili, který se poprvé posunul do elitní světové třicítky, když mu po turnaji patřila 23. příčka. Jubilejní třicátý singlový titul na okruhu WTA Tour získala dánská světová dvojka Caroline Wozniacká, jež navázala na svůj triumf z China Open 2010.
Jedenáctou společnou trofej v mužské čtyřhře ATP vyhrál polsko-brazilský pár Łukasz Kubot a Marcelo Melo. Ženského debla ovládla dvojice 32letých plzeňských rodaček Andrea Sestini Hlaváčková a Barbora Strýcová, které si připsaly druhý společný titul. Hlaváčková na China Open již triumfovala v roce 2014.

## Distribuce bodů a finančních odměn

### Distribuce bodů
| Soutěž       | vítězové | finalisté | semifinalisté | čtvrtfinalisté | 16 v kole | 32 v kole | 64 v kole | Q  | Q2 | Q1 |
| ------------ | -------- | --------- | ------------- | -------------- | --------- | --------- | --------- | -- | -- | -- |
| dvouhra mužů | 500      | 300       | 180           | 90             | 45        | 0         | —         | 20 | 10 | 0  |
| čtyřhra mužů | 500      | 300       | 180           | 90             | 0         | —         | —         | —  | —  | —  |
| dvouhra žen  | 1000     | 650       | 390           | 215            | 120       | 65        | 10        | 30 | 20 | 2  |
| čtyřhra žen  | 1000     | 650       | 390           | 215            | 120       | 10        | —         | —  | —  | —  |

### Finanční odměny
| Soutěž       | vítězové   | finalisté | semifinalisté | čtvrtfinalisté | 16 v kole | 32 v kole | 64 v kole | Q2     | Q1     |
| ------------ | ---------- | --------- | ------------- | -------------- | --------- | --------- | --------- | ------ | ------ |
| dvouhra mužů | $733 320   | $359 510  | $180 900      | $92 000        | $47 480   | $25 200   | —         | $5 575 | $2 845 |
| čtyřhra mužů | $220 790   | $108 100  | $54 220       | $27 830        | $14 380   | —         | —         | —      | —      |
| dvouhra žen  | $1 525 245 | $763 255  | $372 400      | $178 895       | $86 095   | $41 610   | $23 945   | $6 375 | $3 705 |
| čtyřhra žen  | $516 020   | $258 935  | $115 275      | $53 200        | $24 830   | $11 530   | —         | —      | —      |

## Dvouhra mužů

### Nasazení
| Stát                         | Hráč                  | ATP | Nasazení |
| ---------------------------- | --------------------- | --- | -------- |
| Argentina                    | Juan Martín del Potro | 4.  | 1.       |
| Německo                      | Alexander Zverev      | 5.  | 2.       |
| Bulharsko                    | Grigor Dimitrov       | 7.  | 3.       |
| Itálie                       | Fabio Fognini         | 13. | 4.       |
| Spojené království           | Kyle Edmund           | 16. | 5.       |
| USA                          | Jack Sock             | 17. | 6.       |
| Chorvatsko                   | Borna Ćorić           | 18. | 7.       |
| Itálie                       | Marco Cecchinato      | 22. | 8.       |
| Žebříček ATP k 24. září 2018 |                       |     |          |

### Jiné formy účasti
Následující hráčí obdrželi divokou kartu do hlavní soutěže:
- Marcos Baghdatis
- Feliciano López
- Wu I-ping

Následující hráč obdržel zvláštní výjimku:
- João Sousa

Následující hráč nastoupil do hlavní soutěže jako náhradník:
- Malek Džazírí

Následující hráči postoupili z kvalifikace:
- Radu Albot
- Matteo Berrettini
- Dušan Lajović
- Vasek Pospisil

Následující hráč postoupil z kvalifikace jako tzv. šťastný poražený:
- Tennys Sandgren

### Odhlášení
před zahájením turnaje
- Pablo Carreño Busta → nahradil jej  Andreas Seppi
- Ryan Harrison → nahradil jej  Tennys Sandgren
- John Isner → nahradil jej  Mischa Zverev
- Andy Murray → nahradil jej  Malek Džazírí
- Rafael Nadal → nahradil jej  Peter Gojowczyk

## Mužská čtyřhra

### Nasazení
| Stát                                                                    | Hráč                 | Stát       | Hráč          | ATP | Nasazení |
| ----------------------------------------------------------------------- | -------------------- | ---------- | ------------- | --- | -------- |
| Rakousko                                                                | Oliver Marach        | Chorvatsko | Mate Pavić    | 7.  | 1.       |
| Polsko                                                                  | Łukasz Kubot         | Brazílie   | Marcelo Melo  | 11. | 2.       |
| Kolumbie                                                                | Juan Sebastián Cabal | Kolumbie   | Robert Farah  | 19. | 3.       |
| Chorvatsko                                                              | Ivan Dodig           | Chorvatsko | Nikola Mektić | 41. | 4.       |
| Žebříček ATP k 24. září 2018; číslo je součtem umístění obou členů páru |                      |            |               |     |          |

### Jiné formy účasti
Následující páry obdržely divokou kartu do hlavní soutěže:
- Kung Mao-sin /  Čang Ce
- Chua Žun-chao /  Čang Č’-čen

Následující pár postoupil z kvalifikace:
- Denys Molčanov /  Igor Zelenay

## Ženská dvouhra

### Nasazení
| Stát                         | Hráčka              | WTA | Nasazení |
| ---------------------------- | ------------------- | --- | -------- |
| Rumunsko                     | Simona Halepová     | 1.  | 1.       |
| Dánsko                       | Caroline Wozniacká  | 2.  | 2.       |
| Německo                      | Angelique Kerberová | 3.  | 3.       |
| Francie                      | Caroline Garciaová  | 8.  | 4.       |
| Česko                        | Petra Kvitová       | 4   | 5        |
| Ukrajina                     | Elina Svitolinová   | 5.  | 6.       |
| Česko                        | Karolína Plíšková   | 7.  | 7.       |
| Japonsko                     | Naomi Ósakaová      | 6.  | 8.       |
| USA                          | Sloane Stephensová  | 9.  | 9.       |
| Německo                      | Julia Görgesová     | 10. | 10.      |
| Nizozemsko                   | Kiki Bertensová     | 11. | 11.      |
| Lotyšsko                     | Jeļena Ostapenková  | 13. | 12.      |
| Rusko                        | Darja Kasatkinová   | 12. | 13.      |
| Španělsko                    | Garbiñe Muguruzaová | 15. | 14.      |
| Belgie                       | Elise Mertensová    | 14. | 15.      |
| Austrálie                    | Ashleigh Bartyová   | 19. | 16.      |
| USA                          | Madison Keysová     | 18. | 17.      |
| Žebříček WTA k 24. září 2018 |                     |     |          |

### Jiné formy účasti
Následující hráčky obdržely divokou kartu do hlavní soutěže:
- Tuan Jing-jing
- Samantha Stosurová
- Wang Čchiang
- Wang Ja-fan
- Čeng Saj-saj

Následující hráčka uplatnily do hlavní soutěže žebříčkovou ochranu:
- Timea Bacsinszká
- Laura Siegemundová

Následující hráčky postoupily z kvalifikace:
- Katie Boulterová
- Zarina Dijasová
- Polona Hercogová
- Ons Džabúrová
- Andrea Petkovicová
- Julia Putincevová
- Kateřina Siniaková
- Dajana Jastremská

Následující hráčky postoupily z kvalifikace jako tzv. šťastné poražené:
- Sorana Cîrsteaová
- Bernarda Peraová

### Odhlášení
před zahájením turnaje
- Ashleigh Bartyová → nahradily ji  Sorana Cîrsteaová a  Bernarda Peraová
- Agnieszka Radwańská → nahradila ji  Kirsten Flipkensová
- Maria Šarapovová → nahradila ji  Petra Martićová
- Serena Williamsová → nahradila ji  Jekatěrina Makarovová
- Venus Williamsová → nahradila ji  Aleksandra Krunićová

v průběhu turnaje
- Madison Keysová

### Skrečování
- Simona Halepová
- Darja Kasatkinová
- Lesja Curenková

## Ženská čtyřhra

### Nasazení
| Stát                                                                    | Hráčka                    | Stát       | Hráčka                         | WTA | Nasazení |
| ----------------------------------------------------------------------- | ------------------------- | ---------- | ------------------------------ | --- | -------- |
| Maďarsko                                                                | Tímea Babosová            | Francie    | Kristina Mladenovicová         | 6.  | 1.       |
| Česko                                                                   | Andrea Sestini Hlaváčková | Česko      | Barbora Strýcová               | 15. | 2.       |
| Kanada                                                                  | Gabriela Dabrowská        | Čína       | Sü I-fan                       | 25. | 3.       |
| Belgie                                                                  | Elise Mertensová          | Nizozemsko | Demi Schuursová                | 27. | 4.       |
| USA                                                                     | Nicole Melicharová        | Česko      | Květa Peschkeová               | 31. | 5.       |
| Slovinsko                                                               | Andreja Klepačová         | Španělsko  | María José Martínez Sánchezová | 32. | 6.       |
| Česko                                                                   | Lucie Hradecká            | Rusko      | Jekatěrina Makarovová          | 42. | 7.       |
| Čínská Tchaj-pej                                                        | Čan Chao-čching           | Čína       | Jang Čao-süan                  | 55. | 8.       |
| Žebříček WTA k 24. září 2018; číslo je součtem umístění obou členů páru |                           |            |                                |     |          |

### Jiné formy účasti
Následující páry obdržely divokou kartu do hlavní soutěže:
- Tuan Jing-jing  /  Wang Ja-fan
- Johanna Kontaová  /  Čang Šuaj

Následující páry nastoupily do čtyřhry z pozice náhradníka:
- Alizé Cornetová /  Petra Martićová
- Magda Linetteová /  Čeng Saj-saj

### Odhlášení
před zahájením turnaje
- Darja Gavrilovová
- Wang Čchiang

## Přehled finále

### Mužská dvouhra
- Nikoloz Basilašvili vs.  Juan Martín del Potro, 6–4, 6–4

### Ženská dvouhra
- Caroline Wozniacká vs.  Anastasija Sevastovová, 6–3, 6–3

### Mužská čtyřhra
- Łukasz Kubot /  Marcelo Melo vs.  Oliver Marach /  Mate Pavić, 6–1, 6–4

### Ženská čtyřhra
- Andrea Sestini Hlaváčková /  Barbora Strýcová vs.  Gabriela Dabrowská /  Sü I-fan, 4–6, 6–4, [10–8]